# 岩手県道179号玉里梁川線
岩手県道179号玉里梁川線（いわてけんどう179ごう たまさとやながわせん）は、岩手県奥州市を通る一般県道である。

## 概要

### 路線データ
- 起点：奥州市江刺玉里（岩手県道8号水沢米里線交点）
- 終点：奥州市江刺梁川（国道107号交点）

## 地理

### 通過する自治体
- 奥州市

### 交差する道路
- 岩手県道8号水沢米里線（起点）
- 岩手県道287号口内伊手線（奥州市江刺梁川字宇南）
- 国道107号（終点）